# こと座ベータ星
こと座β星（ことざベータせい、 Beta Lyrae、β Lyr）は、こと座の恒星で3等星。

## 物理的性質
| 半径     | 19 R☉    | 19 R☉    | 19 R☉    | 19 R☉    | 15 R☉   | 15 R☉   | 15 R☉   | 15 R☉   |
| 質量     | 2 M☉     | 2 M☉     | 2 M☉     | 2 M☉     | 12 M☉   | 12 M☉   | 12 M☉   | 12 M☉   |
| 光度     | 2,500 L☉ | 2,500 L☉ | 2,500 L☉ | 2,500 L☉ | 230 L☉  | 230 L☉  | 230 L☉  | 230 L☉  |
| 表面温度 | 13,000 K | 13,000 K | 13,000 K | 13,000 K | 8,000 K | 8,000 K | 8,000 K | 8,000 K |

この星は、青白色の巨星と準巨星からなる連星である。2つの星は非常に近い位置にあり、お互いの星が重力で引き合うことによって、星の形が楕円に引き伸ばされている。
この連星系には3つめの星が存在する。45.7秒離れて見え、双眼鏡で容易に分離することができる。スペクトル分類はB7Vで、眼視等級は7.2。光度は太陽の80倍。4.34日の周期を持つ分光連星である。
また、さらに別の伴星β星Fも存在し、86秒離れて見える。眼視等級は9.9等級で、光度は太陽の7倍あると考えられている。

### こと座β型変光星

近接連星の公転によって生ずる変光を光度曲線とともに示す。

こと座β型変光星は、食変光星の一種であり、その呼称はこの星に由来している。このタイプの変光星では、星が楕円形に引き伸ばされているため、アルゴル型食変光星のように急激な変光が起こることはなく、徐々に変光していく。また、回転周期にあわせて、規則的に変光することも特徴である。星が近接しているため、一方の光球からガスがもう一方に流れ込む。
こと座β星はこのタイプの変光星の典型例であり、およそ300km/sで、高熱のガスなどが流れ込んでいる。物質の流出により、大きいほうの星は質量を失っていく。こと座β星の場合、1万3000Kの星が、8000Kの星の周りを回っていると考えられている。
こと座β星の変光は、暗い場所であれば、肉眼で容易に見つけることができるため、1784年に、イギリス人のアマチュア天文家のジョン・グッドリックにより変光星として発見された。アルゴルと違い、近接していて分離が難しいため、変光原因の解明は容易ではなかった。
こと座β星は、約12.9日の周期で、+3.25等級から+4.36等級の間で変光する。2つの星が非常に近接しているため、光学望遠鏡では分離することはできない。

### 電波星

伴星からガスが流入する様子を表した図。降着円盤が形成され、電磁波が放射されている。

こと座β星は、アメリカ国立電波天文台のR. M. Hjellming と C. M. Wadeによって、1971年に電波星であることが分かった。星の間での物質移動が原因であると考えられる
。
連星系の一方から流出したガスは、主星の周りに降着円盤を形成している。降着円盤にたまったガスはやがて主星へと落ち、その時に電磁波が放射される。電磁波は、降着円盤の回転面に対して90度で放射されている
。A型星である伴星は、太陽質量の3倍程度で、ロッシュ・ローブを満たしており、ガスを主星に奪われている。伴星は毎年、太陽質量の 2×10−5 倍の質量を失い続けている。B型星の主星は、太陽質量の13倍程度である。

## 名称
固有名シェリアク (Sheliak) は、アラビア語で「琴」を意味する al-salbāq に由来する。salbāq は琴の一種を指すギリシャ語 σαμβυκη からの外来語である。2016年8月21日、国際天文学連合の恒星の命名に関するワーキンググループ (Working Group on Star Names, WGSN) は、Sheliak をこと座β星の固有名として正式に承認した。